# Epeolus beulahensis
Epeolus beulahensis är en biart som beskrevs av Cockerell 1904. Epeolus beulahensis ingår i släktet filtbin, och familjen långtungebin. Inga underarter finns listade i Catalogue of Life.